# Право на уздржавање од информација у здравству
Право на уздржавање од информација у здравству спада у групу ограничених права, које се у медицинској етици и медицинском праву примењује само у веома малом броју ситуација.

## Опште информације
Ситуације у којима лекар може применити ово право су:
- Ако лекар процени да пацијентово физичко или психичко здравље може озбиљно бити угрожено давањем информација.
- Уколико пацијент да право лекару да сам доноси одлуке или не жели да прими понуђену информацију. Међутим чак и у тим случајевима лекар је дужан да пацијенту да основне информације о болести и предложеним интервенцијом.
- У ургентним стањима пацијента, када је интервенцију потребна хитно обавити, и не може се пружити информација пацијенту, због ограниченог времена потребно за деловање у сврху спасавања људског живота или спречавањаа озбиљних повреда.[2]

## Супротстављени ставови
Заговорници доследног поштовања принципа информисане сагласности, наводе да је то и етички и правно заснована обавеза лекара, и да он нема право да је пацијенту ускрати. Као аргумента за ову тврдњу заговорници ускраћивања овог права наводе нпр. ове тезе:
- Да се пацијентово право на самоодређење у односу на своје тело не сме жртвовати никаквих медицинским циљевима.
- Да начело честитости мора да влада у односу између лекара и пацијента, а оно захтева, између осталог, обострано изношење пуне истине.
- Да истраживања показују да су штете од потпуног информисања предимензиониране од лекара, а да су користи веће.
- Да је сарадња пацијента у лечењу боља, да се бол и патња лакше подносе и да је опоравак после операције бржи.
- Да најразорније на човека делује страх од непознатог, од онога што се само претпоставља.
- Да лекари често избегавају саопштити истину пацијенту који болује од тешке и неизлечиве болести, зато што сами нису у стању суочити се са смрћу.
- Да скривање истине од пацијента онемогућава његово разумно одлучивање о ономе што је његово неприкосновено право.